# 李育 (清朝)
李育（?—?），字梅生，甘泉（今江苏扬州）人。
早年向朱本習畫，工於人物、花鸟，与李绂尘並称“南北李”。晚年有臂疾，仍作畫不止。有《墨林今话》等。